# رافائل خوفرسا
رافائل خوفرسا (اسپانیایی: Rafael Jofresa‎؛ زادهٔ ۲۲ سپتامبر ۱۹۶۶) بازیکن بسکتبال اهل اسپانیا بود.
از باشگاه‌هایی که در آن بازی کرده‌است می‌توان به باشگاه بسکتبال بارسلونا و باشگاه بسکتبال یوونتوت بادالونا اشاره کرد.
وی در مسابقات کشوری و بین‌المللی در مجموع برندهٔ ۱ مدال نقره، ۱ مدال برنز شده‌است.